# Richard Leupoldt
Richard Leupoldt (* 18. November 1907 in München; † 15. Dezember 1983 in Fürth) war ein deutscher Politiker und Mitglied des Bayerischen Landtags in der ersten Wahlperiode nach der Nachkriegszeit.

## Leben und Beruf
Nach seinem Abitur, das er 1928 ablegte, studierte Leupoldt im In- und Ausland. Von 1936 bis 1940 war er im Geschäft seiner Eltern angestellt, danach machte er sich als Kaufmann in Fürth selbstständig. Nach dem Krieg betätigte er sich als Schriftsteller.
1930 schloss sich Leupoldt der Deutschen Liga für Menschenrechte an. Auch in der Roten Hilfe war er engagiert.

## Politik
1946 wurde Leupoldt zum Vorsitzenden der WAV in Fürth ernannt. Im selben Jahr wurde er in die Verfassunggebende Landesversammlung berufen sowie in den Fürther Stadtrat gewählt. Schließlich erfolgte seine Wahl in den Bayerischen Landtag. Dabei wechselte er mehrfach die Partei beziehungsweise die Fraktionszugehörigkeit, so schloss er sich später dem Deutschen Block und der Deutschen Partei für Freiheit und Recht an, zeitweise war er auch fraktionsloser Abgeordneter. Zuletzt schloss er sich der Freien Fraktionsgemeinschaft an. Nach dem Ende der Wahlperiode 1950 schied er aus dem Landtag aus. Aus dem Stadtrat schied er bereits 1948 aus.